# Ringelnatz-Siedlung

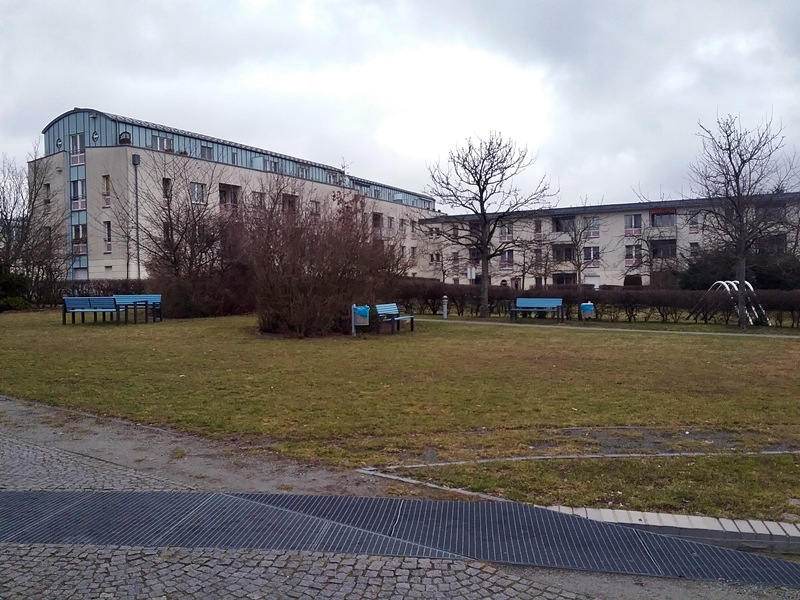
Ringelnatz-Siedlung

Die Ringelnatz-Siedlung (auch: Joachim-Ringelnatz-Siedlung) ist eine Wohnanlage der Degewo im Berliner Ortsteil Biesdorf des Bezirks Marzahn-Hellersdorf.

## Lage
Die Ringelnatz-Siedlung liegt zwischen Hans-Fallada-Straße und Joachim-Ringelnatz-Straße nördlich Ceciliensiedlung und wird durch die Cecilienstraße nach Süden begrenzt.

## Geschichte
In Biesdorf Nord entstanden nach der politischen Wende nach den Plänen der Architekten Frank Dörken und Volker Heise zwei- und dreigeschossige Stadthäuser und Stadtvillen im Zwanzigerjahre-Stil. Die 396 Wohnungen von eineinhalb bis fünf Zimmern wurden zwischen 1993 und 1995 aus den Mitteln des Landes Berlin im ersten und zweiten Förderweg für rund 160 Millionen Deutsche Mark nördlich des Wohngebiets Cecilienstraße auf einem Feld von 7,5 Hektar erbaut. Im Jahr 1992 begannen die Planungen, am 23. August 1993 war die Grundsteinlegung und ein Jahr später war am 29. September 1994 das Richtfest. Nach einem monatelangen Verzug konnten Ende 1995 aus 2000 Bewerbern nur 396 Familien in ihren neuen Wohnungen einziehen.
Die Anlage besteht aus acht sich gegenüberliegenden viergeschossigen U-förmigen Gebäude-Komplexen, deren zwei Schenkel mit eigenwilligen Tonnendächern ausgestattet und untereinander durch einen dreigeschossigen Trakt mit Dachbegrünung verbunden sind. Entsprechend dem trapezförmigen Grundstück sind die nördlichen vier Gebäudekomplexe schmaler und haben ein Geschoss weniger. Westlich der Hans-Fallada-Straße befinden sich 14 Stadtvillen, die die Gestaltung der anderen Häuser aufgreifen und ebenfalls mit einem Tonnendach versehen sind. Sie fluchten mit den Schenkelgebäuden der gegenüberliegenden Häuser.

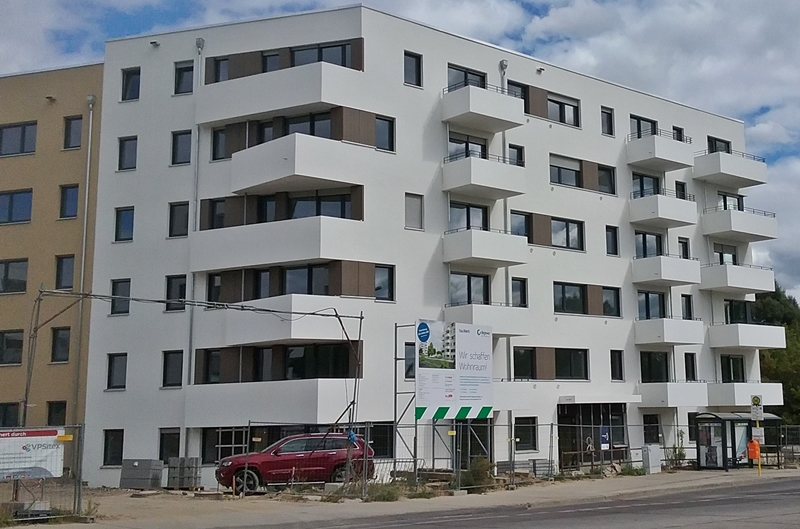
Neuer Häuserblock der Ringelnatz-Siedlung

Alle Wohngebäude sind detailreich gestaltet, insbesondere die markanten Hauseingangsbereiche. Die Landschaftsarchitekten des Büros „Extern“ entwickelten eine Gartenlandschaft mit Wohnhöfen, Spielplätzen und einem verzweigten Wegenetz, das mit dem Wuhletal verbunden ist. Die Innenhöfe der Wohnblöcke wurden geometrisch angeordnet und die hausnahen Mietergärten werden gemeinschaftlich genutzt. Außerdem stehen in der Siedlung viele Bäume wie Birken, Ahorn, Kastanien und an den Straßen Eschen. Im Norden der Siedlung ist ein Spiel- und Bolzplatz. Am Bolzplatz beginnt ein kleiner Wasserlauf und zieht sich in Nord-Süd-Richtung durch die Siedlung. Der Bildhauer Karl Biedermann hat den ausgeschriebenen Kunstwettbewerb für die Wohnanlage gewonnen und schuf einen auf einer zwölf Meter hohen Fahnenstange Kopfstehenden Artisten, der über die Siedlung hinaus ragt.
Südlich der Siedlung an der Cecilienstraße wurde zwischen November 2016 und Dezember 2018 auf einer Fläche von 18.200 m² die Ringelnatz-Siedlung erweitert. Am 11. Januar 2017 war die Grundsteinlegung. Es entstanden 299 Wohnungen in sieben Mehrfamilienhäuser mit 1- bis 4-Zimmer-Wohnungen und einer Wohngröße zwischen 34 und 97 m². Außerdem verfügen alle Wohnungen über Balkons und werden weitgehend barrierefrei gestaltet. Es gibt 108 Pkw-Stellplätze und mehr als 520 Fahrradstellplätze. Die ersten Mieter zogen Ende 2018/Anfang 2019 in die neuen Wohnungen ein.